# Тумак (Астраханская область)
Тума́к — село в Володарском районе Астраханской области, является центром и единственным населённым пунктом Тумакского сельсовета.

## География
Находится в дельте реки Волги на берегу рек Бушма и Кошеванка. Расстояние от областного центра до с. Тумак — 40 км, от районного центра — 25 км.

## История села
Первые официальные упоминания о селе Тумак появилось в 1840 году как поселение при рыбных промыслах рыбопромышленников Сапожниковых. Хутор с названием Тумак восходит к позднему средневековью, так же есть хутор Тумак в Волго-Ахтубе напротив Волгограда название это обозначает своеобразное кочевание Астраханских татар с применением формы полукочевого скотоводства и огородничества и бахчеводства в пойме реки в данном случае около хутора Тумак под Волгоградом есть и небольшой хуторок Сакля (Сахля, как известно это хижина говорит о том что татары в этом месте имели свой участок очагового земледелие - бахчи огород сад и кочевали по степи. Там были еще своеобразия у таких кочевий Астраханских татар, дело в том что к такому на их кочевание налагало влияние и то что их вынуждали жить своеобразным образом, черкесы, делавшие часто набеги на эту группу татар. Так же словом Тумак пользуется и казаки в своих обозначениях потому что слово тумак, имеет смысл как шатун и бродяга, что порой делали Астраханские татары, страдавшие от нередких набегов черкесов. Таким образом есть хутор Тумак на юге Челябинской области, принесли это название в те края Оренбургские казаки, расселившиеся в тех краях.
Бурное развитие села наблюдается с 50-х годов двадцатого века — закрытие мелких предприятий и перенос основных средств в Тумак. Строительство нового микрорайона (Камышитовый) 1950 год, многоквартирных домов на бугре, развитие частного жилищного строительства.
Строительство консервного цеха, холодильника, школы, детсада — ясли, клуба с библиотеками, спортзалом, КБО, бани, котельной, хлебозавода, питьевого водопровода, больницы, асфальтовой дороги, создано муниципальное жилищно-коммунальное предприятие.
К концу двадцатого столетия сформировался компактный рабочий поселок с мощной социальной инфраструктурой современным промышленным производством по переработке рыбы.
6 августа 2004 года в соответствии с Законом Астраханской области № 43/2004-ОЗ Тумакский сельсовет наделен статусом сельского поселения.

## Население
| 1970  | 1979  | 1989  | 2002  | 2010  | 2012  | 2013  |
| ----- | ----- | ----- | ----- | ----- | ----- | ----- |
| 3274  | ↘2920 | ↘2593 | ↘2541 | ↘2539 | ↘2531 | ↗2539 |
| 2014  | 2015  | 2016  | 2017  | 2018  | 2019  | 2020  |
| ↘2528 | ↘2520 | ↘2488 | ↘2485 | ↘2436 | ↘2406 | ↘2382 |
| 2021  |       |       |       |       |       |       |
| ↘2375 |       |       |       |       |       |       |